# Miefodij Szewczenko
Miefodij Leontijewicz Szewczenko (ros. Мефодий Леонтиевич Шевченко, ur. 2 maja?/15 maja 1907 we wsi Nikołajewka w rejonie nowotroickim w obwodzie chersońskim, zm. 20 sierpnia 1999 we Lwowie) – radziecki wojskowy, Bohater Związku Radzieckiego (1944).

## Życiorys
Urodził się w ukraińskiej rodzinie chłopskiej. Skończył 7 klas, pracował na stacji kolejowej w Symferopolu, od 1929 służył w Armii Czerwonej w Kijowskim Okręgu Wojskowym. Od 1932 należał do WKP(b), w 1936 ukończył szkołę artylerii w Kijowie i został dowódcą plutonu i potem baterii, w marcu 1941 ukończył artyleryjskie kursy doskonalenia kadry dowódczej. Od czerwca 1941 uczestniczył w wojnie z Niemcami kolejno na Froncie Południowym, Rezerwowym, Zachodnim, Woroneskim, 1 i 4 Ukraińskim. Brał udział w walkach nad Prutem i w rejonie Diesnogorska, bitwie pod Moskwą, wyzwoleniu Małojarosławca, walkach w rejonie Juchnowa, operacji rżewsko-syczewskiej, bitwie pod Kurskiem, wyzwoleniu Lewobrzeżnej Ukrainy, forsowaniu Dniepru, walkach w rejonie Fastowa, operacji żytomiersko-berdyczowskiej, wyzwoleniu obwodu winnickiego, m.in. Żmerynki, walkach o Kamieniec Podolski, operacji lwowsko-sandomierskiej, m.in. zajęciu Lwowa, operacji karpacko-dukielskiej, jasielsko-gorlickiej i morawsko-ostrawskiej, w tym zajęciu Sanoka (6 sierpnia 1944, gdzie został ranny), walkach o Przełęcz Dukielską (październik 1944), zajęciu Jasła (15 stycznia 1945), Nowego Sącza, Bielska-Białej, Morawskiej Ostrawy i Ołomuńca. Był m.in. dowódcą 315 gwardyjskiego pułku artylerii przeciwpancernej 40 Armii Frontu Woroneskiego w stopniu podpułkownika. W 1946 ukończył Wyższe Kursy Artyleryjskie przy Akademii Wojskowej im. Dzierżyńskiego i został dowódcą brygady artylerii w Karpackim Okręgu Wojskowym, w 1956 został zwolniony do rezerwy w stopniu pułkownika.

## Odznaczenia
- Złota Gwiazda Bohatera Związku Radzieckiego (29 marca 1944)
- Order Lenina (dwukrotnie – 29 marca 1944 i 26 października 1955)
- Order Czerwonego Sztandaru (trzykrotnie – 8 grudnia 1941, 6 lutego 1944 i 15 listopada 1950)
- Order Suworowa II klasy (23 maja 1945)
- Order Wojny Ojczyźnianej I klasy (dwukrotnie – 28 sierpnia 1943 i 11 marca 1985)
- Order Czerwonej Gwiazdy (3 listopada 1944)
- Order Virtuti Militari (Polska Ludowa)

Oraz medale ZSRR i medal czechosłowacki.